# Raksányi Gellért
Raksányi Gellért (Szigetvár, 1925. július 19. – Budapest, 2008. május 20.) a Nemzet Színésze címmel kitüntetett, Kossuth- és Jászai Mari-díjas magyar színművész, érdemes és kiváló művész.

## Életpályája
Dr. Raksányi Árpád Károly (1892–1970) orvos és Durkó Margit (1898–1980) fiaként született.
1947-ben végzett a Színház- és Filmművészeti Főiskolán, végül a Nemzeti Színház társulatának (1989-től örökös) tagja lett. Kisebb karakterszerepekben alakított nagyot, de számos filmben és tévésorozatban is szerepelt – többek között a Szomszédok Kutya ura volt. Ekkor már igazi színészlegendának számított, saját becenevén szerepelhetett a sorozatban (Kutyu). Ez a név hároméves (saját elmondása szerint négyéves korában) ragadt rá, amikor egy vadászaton kutyák hívták fel a hajtók figyelmét az eltévedt kis Gellértre. Utolsó napjait a Kenyeres utcai hospice házban töltötte. 2008. május 20-án hunyt el Budapesten hosszan tartó, gyógyíthatatlan betegséget követően. Balatongyörök temetőjében helyezték végső nyugalomra.
Felesége 21 évig Zubonyi Kata korábbi úszó volt.
2023-ban Balatongyörökön utcát neveztek el róla.

## Főbb színházi szerepei
- Csehov: A medve (Szmirnov)
- Shakespeare: Antonius és Kleopátra (Mardian)
- Katona József: Bánk bán (Biberach)
- Ben Jonson: Volpone (Leone)
- Shakespeare: Vízkereszt, vagy amit akartok (Bolond)
- Móricz Zsigmond: Úri muri (Kudora)
- Gogol: A revizor (Zemljanyika)
- Vörösmarty Mihály: Czillei és a Hunyadiak (Újlaky Miklós)
- Madách Imre: Mózes (Jethro)
- Ibsen: Kísértetek (Jakob Engstrand)
- Rose: Tizenkét dühös ember (Elnök)
- Móricz Zsigmond: Légy jó mindhalálig (Pedellus)
- Beaumarchais: Figaro házassága (Antonio)
- Szörényi Levente–Bródy János: Kőmíves Kelemen (Vándor)
- Örkény István: Tóték (Postás)
- Németh László: Galilei (Meculano)
- Shakespeare: A velencei kalmár (Öreg Gobbo)
- Jókai Mór: A kőszívű ember fiai (Lánghy tiszteletes)
- Szabó Magda: Régimódi történet (Dudek Ferdinánd)
- Shakespeare: Rómeó és Júlia (Patikárius)
- Madách Imre: Az ember tragédiája (Kocsmáros, Luther)
- Rejtő Jenő–Schwajda György: A néma revolverek városa (Öreg Cödlinger)

## Filmjei

### Játékfilmek
- Díszmagyar (1949) – Mindruc János
- Lúdas Matyi (1949) – Gazsi
- Díszmagyar (1949) – A bajuszos férfi, aki megveszi Rédey Lajos ruháját
- Szabóné (1949)
- Felszabadult föld (1950) – Az uradalom embere, aki nem találja Molnár Gézát
- Kis Katalin házassága (1950) – Portás
- Déryné (1951) – Egyik kupec
- Nyugati övezet (1951) – Amerikai katona
- Gyarmat a föld alatt (1951)
- Tűzkeresztség (1951) – Misa
- Föltámadott a tenger 1-2. (1953) – Egy román
- Rákóczi hadnagya (1953) – Suhajda István
- Körúti tánc (1954) – A Blaha Lujza téri óra alatt várakozó férfi
- Fel a fejjel (1954) – Egyik nyilas
- Körhinta (1955) – Legény a lakodalmon
- Különös ismertetőjel (1955)
- Szakadék (1955)
- Az eltüsszentett birodalom (1956)[9] – Strázsamester
- Láz (1957) – Csapos
- A szökevény (1958, rövid játékfilm)
- Bogáncs (1958)
- Édes Anna (1958) – Báthory
- Felfelé a lejtőn (1958) – Pityu, a csapos
- Sóbálvány (1958) – Sírásó I.
- Álmatlan évek (1959)
- Égrenyíló ablak (1959)
- Szerelem csütörtök (1959)
- Szombattól hétfőig (1959)
- Az arcnélküli város (1960)
- Csutak és a szürke ló (1960)
- Dúvad (1961) – Tsz-tag V.
- Áprilisi riadó (1961)
- Megöltek egy leányt (1961) – Acélgyári munkás II.
- Napfény a jégen (1961)
- A kilencvennégyes tartálykocsi (1962, rövid játékfilm)
- Mici néni két élete (1962) – Tűzoltó
- Nappali sötétség (1963) – Rendőrtisztviselő
- A kőszívű ember fiai 1-2. (1964) – Úr a temetésen
- A pénzcsináló (1964) – Rikkancs, újságíró
- Az aranyfej (1964)
- A tizedes meg a többiek (1965) – Nyilas katona
- Déltől hajnalig (1965) – Tiszt II.
- Húsz óra (1965) – Bertók Jani
- Változó felhőzet (1966) – Pap
- Nem várok holnapig… (1967)
- Sellő a pecsétgyűrűn 1-2. (1967) – MTA tag II.
- A beszélő köntös (1968) – Berkesi
- A holtak visszajárnak (1968) – Kreisz Sándor
- Történelmi magánügyek (1969) – Fegyőr
- A halhatatlan légiós, akit csak péhovárdnak hívtak (1970) – Légiós / Államtitkár
- A mi emberünk (1970, rövid játékfilm)
- Érik a fény (1970) – A szakszervezeti elnök
- Mérsékelt égöv (1970) – Feri
- Csárdáskirálynő (1971) – Géza
- A vőlegény nyolckor érkezik (1972) – Hippi
- Harminckét nevem volt (1972) – Főhadnagy
- Hekus lettem (1972) – Bandatag II.
- Egy srác fehér lovon (1973) – Vállalatvezető
- Kakuk Marci (1973) – Bányász II.
- Álmodó ifjúság (1974)
- Amerikai anzix (1975) – Vereczky történetét mesélő férfi a Tiszti Kaszinóban
- A királylány zsámolya (1976)
- Egy erkölcsös éjszaka (1977) – Őrnagy, városparancsnok
- Magyarok (1977) – Tar Elek
- Alfonzó világszínház (1979)
- Kojak Budapesten (1980) – Kórházi beteg
- Sortűz egy fekete bivalyért (1984)
- Akli Miklós (1986)
- Soha, sehol, senkinek (1988)
- Hamis a baba (1991) – Berger
- A gólyák mindig visszatérnek (1992) – Gergő
- Sose halunk meg (1992) – Titi
- Andersen, avagy a mesék meséje (2007) – Házmester

### Tévéfilmek, televíziós sorozatok
- Nő a barakkban (1961) – Schultz
- Fáklyaláng (1963) – Horváth Mihály, közoktatásügyi miniszter
- Dáma-hetes-ász… (1964) – Iván
- Karácsonyi ének (1964)
- Vízivárosi nyár 1-3. (1964) – Rab III.
- Kristóf, a magánzó (1965) – Szaktárs a piacról
- Pirostövű nád (1965)
- Princ, a katona (1966) – Nyomozó katona
- Budapesten harcoltak (1967)
- Mondd a neved (1967)
- Platonov szerelmei (1967)
- Bors (1968-1971) – Az utolsó részben a német tábornok szerepében
- Holtág (1968)
- Levelek Margitnak (1968)
- 7 kérdés a szerelemről (és 3 alkérdés) (1969) – Férfi a fürdőben
- A 0416-os szökevény (1969) – Morris tizedes
- A Cigánybáró (1969) – Carnero
- A második lövés (1969)
- A revizor (1969)
- Don Quijote vagy Don Quijote? (1970)
- Kéktiszta szerelem (1970)
- Só Mihály kalandjai (1970)
- A fekete város 1-7. (1971 [1972 mozifilmként]) – Szepesi főnemes (a regényben Sváby)
- A legutolsó (1971)
- Egy óra múlva itt vagyok… (1971)
- Jelzőlámpa (1971)
- Rózsa Sándor 1-6. (1971) – Pisze Matyi
- A csodadoktor (1972)
- A nagy üzlet (1973) – Morgó
- Az ozorai példa (1973)
- Lyuk az életrajzon (1973) – Udvari munkás
- Vivát, Benyovszky! (1973) (1975-ös magíar szinkron)
- Felelet 1-8. (1974)
- Utazás a Holdba 1-3. (1974) – Újságiró
- Volpone (1974) – Parancsnok
- 6-os számú kórterem (1976)
- A délibábok hőse (1976) – Horpasz Berci
- A vihar (1976) – Kormányos
- Az ajtón kívül (1976)
- Budapesti mesék (1976) – Szemüveges öreg
- Csillagok változása (1976) – Kézi
- Isten malmai (1976)
- Aki szeretni gyáva (1977)
- Bezzeg a Töhötöm! (1977) – Rendőr
- Oedipus király (1977)
- Petőfi 1-6. (1977)
- Z. szerkesztő emlékezetes esetei (1977)
- Küszöbök 1-6. (1978)
- Látástól vakulásig… (1978)
- Mednyánszky (1978) – Haditudósító
- Mire megvénülünk 1-6. (1978) – Márton
- Zokogó majom 1-5. (1978)
- Dózsa koporsói (1979) – Ábris nemes
- Halál a pénztárban (1979)[10] – Nagy Fecó
- A 78-as körzet 1-6. (1980) – Szabó úr
- Családi kör (1980)
- Gyilkosság házhoz szállítva (1980)
- Szeszélyes évszakok (1981-1983) – Nyomdász / Rendőr
- Az operaház fantomja (1983) – Lajos
- A közös kutya (1983)
- Angyal szállt le Babilonba (1983) – Utnapistim
- Aranykor (1983) – Kalauz
- Az utolsó futam (1983)
- Egymilliárd évvel a világ vége előtt (1983)
- Erőd (1983)
- Holt lelkek (1983)[11] – Kormányzó
- A béke hetedik napja (1984)
- A bíró (1984) – Szomszéd
- A nők iskolája (1984) – Alain
- Élő holttest (1984)
- Postarablók (1984) – Seriff
- A tanítónő (1985)
- A vén bakancsos és fia, a huszár (1985) – Kántor
- Az aranyifjú (1985)[12]
- Széchenyi napjai (1985) – Inkey Eduárd
- Kard és kocka (1986) – Kocsmáros
- Zsarumeló (1987) – Jakubek Benjámin
- A varázsló álma (1987)
- Aranyóra (1987) – A lókereskedő
- Bánk bán (1987) – Mikhál bán
- Halottak gyertyafényben (1987)
- Nyolc évszak 1-8. (1987)
- Zenés TV Színház: Dzsamile (1988) – Arakel
- A trónörökös (1989)
- Holnapra a világ (1989)
- Labdaálmok (1989) – Kitter
- Semmelweis Ignácz – Az anyák megmentője (1989) – Wagner
- A nemzet özvegye (1990)
- Rendhagyó feltámadás (1990)
- Pénzt, de sokat! (1991) – Főnök
- Tiszazug (1991) – Dávid
- Szomszédok (1991-1999) – Hegyi Bernát (Kutya úr)
- Helyet az ifjúságnak! (1995) – Idős úr

### Rajz- és bábfilmek
- Casanova kontra Kékszakáll – 10. rész: A skorpió (1972) – Révész (hang)
- Mézga Aladár különös kalandjai (1972) – Sligovici (+ Farkas Antal) (hang)
- Lúdas Matyi (1976) – Hajdú II. (hang)
- Pom Pom meséi (1978-1981) – További szereplők (hang)
- Háry János (1983) – Orosz katona (hang)
- A Pincérfrakk utcai cicák (1984) – Mörrenmorcogi Micó (hang)
- Kíváncsi Fáncsi (1984-1989) – Jegesmedve (hang)
- Szaffi (1984) – Strázsamester (hang)
- Mátyás, az igazságos (1985) – Gömöri úr I. (hang)
- Gréti…! (egy kutya feljegyzései) (1986) – Komondor (hang)
- Trombi és a Tűzmanó I. (1988) – Vizsla felügyelő (hang)

## Szinkronszerepei

### Filmek
| Év   | Cím                                                                         | Szereplő                       | Színész             | Szinkron év |
| ---- | --------------------------------------------------------------------------- | ------------------------------ | ------------------- | ----------- |
| 1935 | Szentivánéji álom                                                           | N/A                            | N/A                 | 1962        |
| 1936 | Győztesek nemzedéke                                                         | N/A                            | N/A                 | 1951        |
| 1936 | Viharos alkonyat (1. magyar szinkron)                                       | Mikhailovics Vorobjov docens   | Oleg Zsakov         | 1952        |
| 1939 | A játékszabály (1. magyar szinkron)                                         | Edouard Schumacher, a vadőr    | Gaston Modot        | 1971        |
| 1945 | Rettegett Iván II. – A bojár összeesküvés                                   | Zsigmond, lengyel király       | Pavel Masszalszkij  | 1964        |
| 1946 | Az óra körbejár (1. magyar szinkron)                                        | Fényképész                     | John Brown          | 1965        |
| 1949 | A savanyú Jones                                                             | N/A                            | N/A                 | 1977        |
| 1950 | A 73-as winchester                                                          | Young Bull                     | Rock Hudson         | 1980        |
| 1951 | Az alattvaló                                                                | N/A                            | N/A                 | 1967        |
| 1953 | Julius Caesar (1. magyar szinkron)                                          | Decius Brutus                  | John Hoyt           | 1961        |
| 1954 | Az őserdő foglyai                                                           | Kém                            | Grigorij Spigel     | 1955        |
| 1954 | Bíborsivatag (1. magyar szinkron)                                           | Dr. Harris                     | Bernard Lee         | 1967        |
| 1954 | Kár, hogy bestia (2. magyar szinkron)                                       | Harmadik taxisofőr             | N/A                 | 1979        |
| 1955 | Vízkereszt, vagy amit akartok                                               | Orsino herceg                  | Vagyim Medvegyev    | 1956        |
| 1956 | Forró hegyek                                                                | N/A                            | N/A                 | 1979        |
| 1956 | Svejk, a derék katona                                                       | Éjszakai portás                | Jaroslav Radimecký  | 1957        |
| 1957 | Svejk, a derék katona 2.                                                    | Őrmester                       | Fanda Mrázek        | 1958        |
| 1957 | Szállnak a darvak                                                           | Sebesültszállító sofőr         | Anatolij Dudorov    | 1958        |
| 1958 | A nyomorultak                                                               | N/A                            | N/A                 | 1959        |
| 1958 | A Titanic éjszakája (1. magyar szinkron)                                    | N/A                            | N/A                 | 1967        |
| 1958 | Rendkívüli történet                                                         | Gracsov                        | Anatolij Szolovjov  | 1959        |
| 1958 | Rendszáma H-8                                                               | Ivica, a tolvaj                | Antun Nalis         | 1959        |
| 1959 | Megmentett nemzedék                                                         | Demin                          | Alekszej Barndik    | 1960        |
| 1959 | Van, aki forrón szereti (1. magyar szinkron)                                | Gengszter a banketten          | Joe Gray            | 1971        |
| 1960 | Különleges megbízatás                                                       | N/A                            | N/A                 | 1960        |
| 1960 | Túl fiatal a szerelemre                                                     | Teremőr                        | Charles Farrell     | 1962        |
| 1961 | A Pokoltüze-klub                                                            | N/A                            | N/A                 | 1968        |
| 1961 | Álom luxuskivitelben (1. magyar szinkron)                                   | Holly részeg látogatója (hang) | Mel Blanc           | 1973        |
| 1961 | Az utolsó ítélet (1. magyar szinkron)                                       | N/A                            | N/A                 | 1963        |
| 1961 | Ítélethirdetés csütörtökön                                                  | N/A                            | N/A                 | 1963        |
| 1961 | Pillantás a hídról                                                          | Longshoreman                   | Frank Campanella    | 1962        |
| 1961 | Szombat esti tánc                                                           | N/A                            | N/A                 | 1962        |
| 1961 | Zendülő fiatalok                                                            | Mikyska                        | Václav Lohniský     | 1962        |
| 1962 | A halottak nem beszélnek                                                    | Férfi a vízálló sportkabátban  | Horst Kube          | 1963        |
| 1962 | Mi olaszok és a nők                                                         | Gino                           | Gino Bramieri       | 1964        |
| 1962 | Tékozló szív                                                                | Bernard Desqueyroux            | Philippe Noiret     | 1964        |
| 1962 | Üresjárat                                                                   | Akim Szevasztjonovics          | Anatolij Papanov    | 1963        |
| 1963 | Méhkirálynő (1. magyar szinkron)                                            | N/A                            | N/A                 | 1963        |
| 1964 | A titokzatos Schut (1. magyar szinkron)                                     | N/A                            | N/A                 | 1978        |
| 1964 | Címe még nincs…                                                             | Charles                        | Günther Simon       | 1965        |
| 1964 | Jean-Marc, avagy a házasélet                                                | N/A                            | N/A                 | 1972        |
| 1964 | My Fair Lady                                                                | Alfred P. Doolittle            | Stanley Holloway    | 1986        |
| 1966 | A névtelen csillag                                                          | N/A                            | N/A                 | 1966        |
| 1966 | Egy férfi és egy nő                                                         | Benzinkutas                    | Paul Le Person      | 1967        |
| 1966 | Sógorom, a zugügyvéd (1. magyar szinkron)                                   | Maury, az edző                 | Herbie Faye         | 1968        |
| 1967 | Nyugodjanak békében                                                         | N/A                            | N/A                 | 1981        |
| 1967 | Tűz van, babám!                                                             | N/A                            | N/A                 | 1968        |
| 1968 | A sólyom nyomában                                                           | N/A                            | N/A                 | 1968        |
| 1968 | Az Angyal – VI/15-16. rész: Az Angyal vérbosszúja 1-2. (1. magyar szinkron) | Pincér                         | N/A                 | 1969        |
| 1969 | Grisa őrmester                                                              | N/A                            | N/A                 | 1970        |
| 1970 | A 22-es csapdája (1. magyar szinkron)                                       | Towser őrmester                | Norman Fell         | 1972        |
| 1970 | A fekete farmer (1. magyar szinkron)                                        | Colby                          | Jack Palance        | 1972        |
| 1970 | Kis nagy ember (első-két magyar szinkron)                                   | Vad Bill Hickok                | Jeff Corey          | 1973        |
| 1970 | Kis nagy ember (első-két magyar szinkron)                                   | Vad Bill Hickok                | Jeff Corey          | 1982        |
| 1970 | Négy gyilkosság elég lesz, kedvesem!                                        | Hirdetésrovat szerkesztője     | N/A                 | 1971        |
| 1970 | WUSA (1. magyar szinkron)                                                   | Kellemetlenkedő fickó          | N/A                 | 1972        |
| 1971 | Kiindulási pont                                                             | Edward                         | Mariusz Dmochowski  | 1980        |
| 1971 | Macbeth                                                                     | Első gyilkos                   | Michael Balfour     | 1973        |
| 1971 | Optimista tragédia                                                          | A rekedt                       | Günter Naumann      | 1974        |
| 1972 | Égő hó                                                                      | N/A                            | N/A                 | 1974        |
| 1972 | Hat medve és a bohóc                                                        | N/A                            | N/A                 | 1973        |
| 1972 | Privalov milliói                                                            | N/A                            | N/A                 | 1978        |
| 1972 | Proncsatov mérnök                                                           | Nikita Nehamov                 | Mihail Gluzszkij    | 1975        |
| 1972 | Tecumseh                                                                    | N/A                            | N/A                 | 1973        |
| 1973 | A három testőr, avagy a királyné gyémántjai (1. magyar szinkron)            | Monsieur Bonancieux            | Spike Milligan      | 1984        |
| 1973 | Felismerés                                                                  | N/A                            | N/A                 | 1975        |
| 1973 | Gawain és a zöld lovag                                                      | Kapitány                       | N/A                 | 1975        |
| 1973 | Különben dühbe jövünk (1. magyar szinkron)                                  | N/A                            | N/A                 | 1982        |
| 1973 | Önző szerelem                                                               | Podvornik                      | Mate Ergovic        | 1974        |
| 1974 | A nagy állatszelidítő                                                       | N/A                            | N/A                 | 1978        |
| 1975 | Az özvegyember                                                              | N/A                            | N/A                 | 1978        |
| 1977 | A vasprefektus                                                              | Carmelo Lo Schiavo             | Enzo Fiermonte      | 1979        |
| 1979 | Ali baba és a negyven rabló                                                 | Ali Baba apja                  | Zakir Muhamedzsanov | 1983        |
| 1979 | Sztah király szörnyű vadászata                                              | Dubotov                        | Roman Filippov      | 1981        |
| 1980 | A Pogány Madonna                                                            | Öreg horgász                   | Kovács Károly       | 1980        |
| 1981 | Excalibur (1. magyar szinkron)                                              | Apát                           | Eamon A. Kelly      | 1983        |
| 1987 | Az utolsó kézirat                                                           | Kapitány                       | N/A                 | 1987        |
| 1992 | Ördög vigye                                                                 | Jambus Ármin                   | Franciszek Pieczka  | 1992        |

### Sorozatok
| Év   | Cím                                                 | Szereplő    | Színész              | Szinkron év |
| ---- | --------------------------------------------------- | ----------- | -------------------- | ----------- |
| 1967 | A Forsyte Saga                                      | Gradman     | Clifford Parrish     | 1970        |
| 1967 | Lagardère lovag kalandjai 1-6. (1. magyar szinkron) | Cocardasse  | Marco Perrin         | 1977        |
| 1968 | A négy páncélos és a kutya II.                      | Boltos      | Zbigniew Koczanowicz | 1971        |
| 1968 | A zord folyó 1-4.                                   | Ibrahim     | Givi Tohadze         | 1971        |
| 1969 | Michal úr kalandjai                                 | N/A         | N/A                  | 1971        |
| 1974 | Volt egyszer egy ház 1-5.                           | Matej Budák | Jirí Sovák           | 1977        |
| 1977 | Ember az Atlantiszról                               | N/A         | N/A                  | 1983        |
| 1978 | A bábu 1-9.                                         | N/A         | N/A                  | 1980        |

### Rajzfilmek
| Év   | Cím                                            | Szereplő                      | Szinkronhang   | Szinkron év |
| ---- | ---------------------------------------------- | ----------------------------- | -------------- | ----------- |
| 1961 | Frédi és Béni II. (1. magyar szinkron)         | Rendőr                        | N/A            | 1972        |
| 1966 | Frédi, a csempész-rendész (1. magyar szinkron) | Sebész kalapáccsal és vésővel | N/A            | 1978        |
| 1974 | Aladdin és a csodalámpa (bábjáték)             | N/A                           | N/A            | 1978        |
| 1975 | A csodálatos papucs                            | Sah                           | Mihail Kozakov | 1984        |
| 1975 | Hugó, a víziló                                 | N/A                           | N/A            | 1975        |
| 1985 | Pufóka kalandjai I/1-13. (1. magyar szinkron)  | Bálnavadászok kapitánya       | N/A            | 1988        |

## Hangjáték
- Arisztophanész: Madarak (1946)
- Ernest Hemingway: Akiért a harang szól (1946)
- Norman Corwin: Öreg rozmár (1946)
- Ilja Ehrenburg: Oroszlán a piacon (1948)
- Fejér Gábor: A nép nevében (1951)
- Kolozsvári András: A lipcsei per (1951)
- Major Ottó: A Kispörös-család (1951)
- Mark Twain: Koldus és királyfi (1951)
- Konsztantin Szimonov: Idegen árnyék (1952)
- Mándy Iván: Világosság (1952)
- Katona József: Bánk bán (1955)
- Tolnai Lajos: Jubilánsok (1956)
- Bozó László: Furfangos Dalila (1959)
- Cao Jü: Zivatar (1959)
- Varga Imre: Az a május (1959)
- Norman Corwin: Öreg rozmár (1961)
- Takács Tibor: A hét lépés vers legendája (1961)
- Móricz Zsigmond: Rokonok (1962)
- Irwin Shaw: Hazafiak (1962)
- Günter Eich: Allahnak 100 neve van (1963)
- Vörösmarty Mihály: A bujdosók (1963)
- Mikszáth Kálmán: Két választás Magyarországon (1964)
- Wolfgang Weyrauch: Japáni halászok (1964)
- Moldova György: Sötét angyal (1964)
- Arisztophanész: Az akharnaibeliek (1965)
- Bokor Péter: Elloptak egy Nobel-díjat (1965)
- Liszkay Tamás: Utazás Bitóniába (1965)
- Miroslav Krlezsa: Areteus (1965)
- Anton Csehov: Karácsony éjjelén (1966)
- Imre Gábor–Bojcsuk, Vladimir: Hotel Atom (1966)
- Zaligin, Szergej: Az Irtis mentén (1966)
- Mihail Solohov: Csendes Don (1967)
- Graham Billing: Forbush és a pingvinek (1968)
- Karikás Frigyes: Mindenféle emberek (1968)
- Kopányi György: Idézés elhunytaknak (1969)
- Kürti András: A Mittalon-ügy (1969)
- Litauszky István: A szív szocialistája (1969)
- Agatha Christie: Gyilkolni könnyű (1970)
- Homérosz: Odüsszeia (1970)
- Ödön von Horváth: Kazimir és Karolina (1970)
- Sós György: A szürke autó utasai (1970)
- Boros Lajos–Vámos Miklós: Felfüggesztés (1971)
- Dosztojevszkij: A Karamazov testvérek (1971)
- Mesterházi Lajos: Hobby (1971)
- Nagy S. József: Kell ennél jobb társaság? (1971)
- Csurka István: Amerikai cigaretta (1972)
- Lajta Kálmán: Jelentkezzenek az örökösök (1972)
- Török Tamás: Sihaha Sebestyén füstölgése (1973)
- Vészi Endre: Bukósisak (1973)
- Áprily Lajos: Álom a vár alatt (1974)
- René de Obaldia: A vak könnyei (1974)
- Szabó Magda: Tündér Lala (1975)
- Cepceková, Elena: Vadszegfű a domboldalon (1975)
- Király László: Kék farkasok (1976)
- Cervantes: Szószátyárok (1976)
- Illyés Gyula: Beatrice apródjai (1978)
- Victor Hugo: Nyomorultak (1978)
- Geoffrey Chaucer: Canterbury mesék (1979)
- Robert Merle: A sziget (1979)
- Vészi Endre: A sárga telefon (1979)
- Kurucz Gyula: Úriemberek (1980)
- Mándy Iván: A tengerbe esett férfi (1980)
- Tatay Sándor: Kinizsi Pál (1980)
- Janicki, Jerzy: Halálos ítélet (1981)
- Karc: 1982. nyári kiadás (1982)
- Bárdos Pál: Volt itt egy asztalos (1983)
- Dane Zajc: Kukurikú, avagy a kakas összeszedi magát (1983)
- Gyárfás Endre: A magyar dervis (1983)
- Herman Heijermans: Remény (1983)
- Vercors: Mesék borogatás közben (1983)
- Vészi Endre: A lepecsételt lakás (1983)
- George Ciprian: Gácsérfej (1984)
- Rudi Strahl: Ádám és Éva ügyében (1984)
- Edgar Wallace: Fecsegő felügyelő esetei (1984)
- Bambi gyermekei (1984) – Sündisznó
- Hegedűs Tibor: Találkozás a Hitchcock-klubban (1984)
- Fazil Iszkander: A páncélszekrény titka (1986)
- Vészi Endre: A leselkedő (1986)
- Vlagyimir Maskov: Miből lesz a csodagyerek? (1986)
- Aleksandar Obrenovic: A konjunktúra mámorító illata (1987)
- Jókai Mór: Egy hírhedett kalandor a XVII. századból (1987)
- Rákosi Gergely: Az óriástök (1987)
- Krúdy Gyula: A vörös postakocsi (1988)
- Mándy Iván: Áramszünet (1988)
- Bozó László: Gyilkosság a Hungaroringen (1989)
- Kaverin, Venyjamin: Verlioka (1989)
- Prokofjeva, Szofja: A varázsló tanítványa (1989)
- Fromaget: A Próféta rokona (1991)
- Ruitner Sándor: Lacrimosa (1991)
- Szakonyi Károly: Kutyabaj (1991)
- Gyurkovics Tibor: Halálsakk (1992)
- Németh Gábor: Fehér kígyó (1992)
- Nyerges András: Makinyög (1992)
- Steve Walker: A pápa öccse (1993)
- Szakonyi Károly: Művirágok kertje (1993)
- Szakonyi Károly: Turini nyár (1999)

## Díjai, elismerései
- Farkas–Ratkó-díj (1957)
- Szocialista Kultúráért (1962)[22]
- Jászai Mari-díj (1966)
- Érdemes művész (1978)
- Kiváló művész (1989)

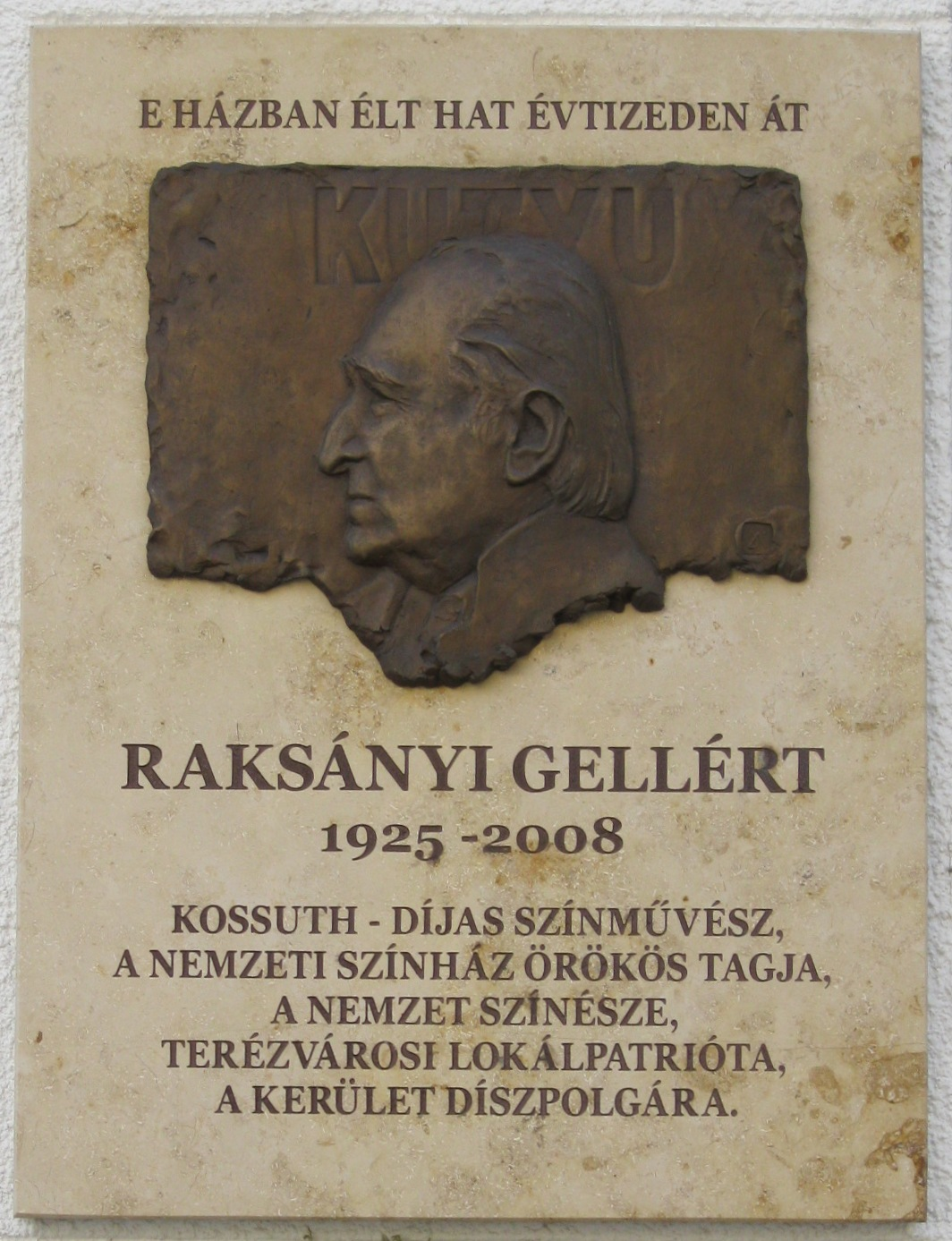
Raksányi Gellért emléktáblája

- A Nemzeti Színház örökös tagja (1989)[23]
- Kossuth-díj (1992)
- Petőfi Sándor Sajtószabadság-díj (1997)
- A Nemzet Színésze (2000)
- Terézváros díszpolgára (2001)
- Obersovszky-emlékplakett (2002)
- Balatongyörök díszpolgára (2004)[24]
- Magyar Örökség díj (2006)

## Emlékezete
2012. március 25-én, a Nemzeti Színház megnyitásának 10. évfordulóján adták át a Nemzet Színészeit ábrázoló falképet (graffiti) a Rákóczi híd pesti hídfőjénél.